# EniChem Synthesis
L'EniChem Synthesis S.p.A. è stata la controllata del gruppo EniChem operante nel settore della chimica secondaria e fine, ovvero nella produzione di prodotti chimici ottenuti principalmente da derivati della chimica di base (o primaria) mediante processi di sintesi e di formulazione.

## Storia

### Origini
Sorta come settore dell'Anic, prima della sua nascita costituiva la società EniChimica Secondaria S.p.A., che conferì (1984) alla neonata EniChem Sintesi S.p.A. L'intera attività. Si arrivò quindi alla denominazione definitiva EniChem Synthesis S.p.A. nel 1987. La società gestiva parte degli impianti ancora attivi del gruppo SIR-Rumianca, assorbito nel 1981 dall'Eni in seguito a una grave crisi. Le produzioni principali erano: cloro-soda e derivati (soda caustica, ipoclorito di sodio, acido cloridrico e idrogeno), cloroaromatici (mono e diclorobenzeni, mono e diclorotolueni), acido solforico, tetracloruro di carbonio, DDT, ammoniaca da cracking di metano, cloralio, acido clorosolfonico, oleum, dimetilcarbonato (DMC) e derivati di quest'ultimo. Gli stabilimenti produttivi si trovavano a Pedrengo, Pieve Vergonte e Ravenna.

### Il confluimento in Enimont
Nel 1988 l'EniChem conferirà le attività della controllata EniChem Synthesis alla neonata società Enimont (joint-venture tra Eni e Montedison). In seguito allo scandalo e al fallimento di quest'ultima (1991), le attività ritorneranno interamente sotto il controllo dell'EniChem. Nel 1991 inoltre, in seguito appunto allo scandalo Enimont, ricevette da EniChem la gestione di alcuni stabilimenti Vinavil (fino ad allora di proprietà Montedison).

### Il disinteresse di EniChem nel settore chimico secondario
Nello stesso anno il gruppo presentò un nuovo piano di risanamento che prevedeva, tra i vari punti, il progressivo disinteresse nel settore della chimica secondaria e fine, per la quale l'EniChem Synthesis era la società italiana più all'avanguardia. Tutti gli stabilimenti vennero dismessi nel corso dei primi anni novanta: la Mapei, nel 1994, acquistò gli stabilimenti produttivi delle resine acetoviniliche (Vinavil); la Henkel rilevò il settore dei prodotti adesivi e dei sigillanti; in ultimo, nel 1997, la Tessenderlo rilevò lo stabilimento di Pieve Vergonte, il più importante della società, che era specializzato negli intermedi clorurati.
Il 1º gennaio 1996 l'EniChem Synthesis venne incorporata in EniChem Società di Partecipazioni S.r.l. (quest'ultima incorporata poi, il 1º gennaio 1999, nella società EniChem S.p.A).